# Walther Koeniger
Walther Koeniger (* 18. Dezember 1880 in Berlin; † 24. März 1964 ebenda) war ein deutscher Ingenieur und Hochschullehrer.

## Leben
Walther Koeniger besuchte das Askanische Gymnasium in seiner Geburtsstadt und studierte von 1900 bis 1905 Maschinenbau an der Königlich Technischen Hochschule Berlin. Nach einer kurzen Tätigkeit bei den Berlinern Siemens-Schuckertwerken wechselte er 1907 zurück an die Technische Hochschule, wo er zunächst als Assistent und später als Oberingenieur wirkte. Nach der Promotion 1915 mit einem Thema über Kältetechnik habilitierte Koeniger sich im Jahr 1921. Von 1921 an war er Privatdozent, ab 1922 außerordentlicher Professor an der Technischen Hochschule Berlin, wo er Kältetechnik, Verfahrenstechnik und Wärmetechnik unterrichtete. Von 1922 bis 1931 leitete er parallel dazu die Hauptwärmestelle der Rütgers-Werke und der Deutschen Petroleum-AG in Berlin. Auf Grundlage der Reichshabilitationsordnung wurde Koeniger die Lehrbefugnis im April 1938 entzogen. Eine Weiterarbeit an dem von ihm 1932 gegründeten und selbst finanzierten Forschungsinstitut für Kälte- und Trockentechnik in den Räumlichkeiten der Technischen Hochschule Berlin bis 1945 war ihm jedoch möglich. Ab dem Sommersemester 1946 war er bis zu seiner Emeritierung 1951 Ordinarius für Wärme- und Kältetechnik an der Technischen Universität Berlin, von 1947 bis 1948 auch Dekan der Fakultät für Maschinenwesen.
Koeniger war Mitbegründer und Vorstandsmitglied des Technischen Überwachungsvereins Berlin. Von 1951 bis 1953 war er Vorstandsmitglied des Vereins Deutscher Ingenieure (VDI). Daneben war er Vorstandsmitglied der DECHEMA und Mitglied des Deutschen Kältevereins.
Im März 1957 wurde Koeniger zum Ehrensenator der Technischen Universität Berlin ernannt.

## Schriften (Auswahl)
- Versuche an einer schnellaufenden Schwefligsäure-Kältemaschine. Dissertationsschrift. Berlin 1915.
- Die Kompressions-Kältemaschine. R. Oldenbourg, München, Berlin 1921.